# Adalbert Ludwig Balling
O. Adalbert Ludwig Balling (Gaurettersheim, 2. ožujka 1933. –  Reimlingen, 10. veljače 2024.) bio je njemački publicist, kršćanski misionar, bogoslov, psiholog i filozof, iz Kongregacije mariannhillskih misionara.

## Životopis
Rodio se 2. ožujka 1933. u Gaurettersheimu blizu Würzburga. Nakon završetka gimnazijskog školovanja priključio se zajednici Mariannhillskih misionara i studirao teologiju, psihologiju i filozofiju na sveučilištu u Würzburgu. Za svećenika je zaređen 20. srpnja 1958. Iste je godine otišao u misije u Rodeziju (Zimbabwe) i ondje djelovao šest godina. Nakon toga je u Njemačkoj preuzeo i 34 godine uređivao Mariannhillski misijski magazin. O. Balling je autor životopisa znamenitijih članova svoje kongregacije; između ostaloga i opata Franza Pfannera, osnivača Mariannhilla u Južnoj Africi kao i banjolučkog trapističkog samostana Trapistički samostan "Marija Zvijezda". Autor je ili izdavač oko 95 publicističkih naslova od kojih su neke prevedene i na hrvatski jezik. Djela: Ograda za dušu (meditativni kratki tekstovi), U tišini raste istinito (meditativni poticaji nadahnuti biblijskim tekstovima), Moja najljepša riječ glasi ti, Bog je dobar, Na sunčanoj strani Božjoj, Svjetlo za tmurne dane (poticajne misli, anegdote i pjesme protkane religioznim osjećajima), Bog je posve blizu, U gostima kod Boga...